# Dolyna
Dolyna (ukrajinsky Долина; polsky Dolina) je město v Kalušském rajónu Ivanofrankivské oblasti na Ukrajině. V roce 2022 v ní žilo přes dvacet tisíc obyvatel.

## Dějiny
Dolyna patří k nejstarším sídlům v oblasti, první zmínka o ní je z 10. století. Od roku 1349 byla součástí Polsko-litevské unie. V roce 1525 se stala městem ve smyslu Magdeburského práva. Po dělení Polska v roce 1772 připadla Habsburské monarchii, kde patřila do Haliče.
Dolyna zůstala součástí Rakouska a jeho následovníků až do konce první světové války v roce 1918. Dolyna byla pak krátce součástí nezávislé Západoukrajinské republiky před tím, než toto území obsadilo Polsko. Po polsko-ukrajinské válce se roku 1919 (de jure v roce 1923) stala součástí druhé Polské republiky, kde od roku 1921 patřila do Stanislavovského vojvodství. Na začátku druhé světové války zabral oblast Sovětský svaz, v rámci kterého patřila Dolyna do Ukrajinské sovětské socialistické republiky. V letech 1941 až 1944 ji obsadila německá armáda, pak byla opět součástí Ukrajinské SSR až do roku 1991, kdy se stala součástí samostatné Ukrajiny.

### Rodáci
- Volodymyr Horbovyj, advokát, osobnost Organizace ukrajinských nacionalistů
- Myroslav Ivan Ljubačivskyj (1914–2000), biskup Ukrajinské řecko-katolické církve